# Walter Foots Thomas
Walter Foots Thomas (Muskogee (Oklahoma), 1907 – New York, 26 augustus 1981) was een Amerikaanse jazzmuzikant (saxofoon, klarinet, fluit), arrangeur en orkestleider.

## Biografie
Thomas was de broer van de saxofonist Joe Thomas. Hij kwam in 1927 naar New York en werkte een poos bij Jelly Roll Morton. In 1929 werd hij lid van The Missourians, daarna wisselde hij naar het orkest van Cab Calloway. In 1943 verliet hij de band om te werken met Don Redman. In 1944 werkte hij mee bij de Savoy-sessies van de Cozy Cole-All Stars en nam hij onder zijn eigen naam enkele 78"-platen op met een All Star-band, waartoe naast Cole ook Coleman Hawkins, Budd Johnson, Ben Webster, Clyde Hart, Oscar Pettiford en Milt Hinton behoorden. Sinds de jaren 1940 woonde hij in Englewood (New Jersey). De volgende jaren werkte hij fulltime als manager en was hij daarnaast mentor van Jackie McLean.

## Overlijden
Walter Foots Thomas overleed in augustus 1981 op 74-jarige leeftijd.

## Discografie
- ? Coleman Hawkins 1944-1945 (Classics)
- Walter Thomas: Unissued Bean and Ben Takes 1944 (Harlequin)
- Ben Webster 1944-1946 (Classics)